# Inno nazionale dello Stato Libero dell'Orange
L'inno nazionale dello Stato Libero dell'Orange (afrikaans: Vrystaatse Volkslied; olandese: Volkslied van de Oranje Vrijstaat) fu dal 1854 al 1902 l'inno nazionale di questa repubblica boera; l'inno fu scritto nel 1852 da due boeri, e suonato in veste ufficiale per la prima volta nel 1866, alle celebrazioni per il 12º anniversario della fondazione della Repubblica.

## Testo
| Originale Afrikaans | Traduzione inglese |
| --- | --- |
| Heft, Burgers, 't lied der vrijheid aan En zingt ons eigen volksbestaan! Van vreemde banden vrij, Bekleedt ons klein gemenebest, Op orde, wet en recht gevest, Rang in der Staten rij. Al heeft ons land een klein begin, Wij gaan met moed de toekomst in, Het oog op God gericht, Die niet beschaamt wie op Hem bouwt, Op Hem als op een burcht vertrouwt, Die voor geen stormen zwicht. Zie in gena' en liefde neer Op onze President, o Heer! Wees Gij zijn toeverlaat! De taak, die op zijn schouders rust, Vervulle hij met trouw en lust Tot heil van volk en staat! Bescherm, o God, de Raad van't land, Geleid hem aan Uw vaderhand, Verlicht hem van omhoog, Opdat zijn werk geheiligd zij En vaderland en burgerij Ten zegen strekken moog'! Heil, driewerf heil de dierb're Staat, het Volk, de President, de Raad! Ja, bloei' naar ons gezang De Vrijstaat en zijn burgerij, In deugden groot, van smetten vrij, Nog tal van eeuwen lang! | Raise, burghers, the song of freedom and our own existence as a people. Free from foreign bonds, Holds our small community founded on order, law and justice Rank among the states Even though our land has a small beginning, we step into the future with courage, our eye fixed on God, Who does not shame who builds on Him and trusts in Him as a fortress that does not yield to any storms Look down in mercy on our President, o Lord! Be Thou his recourse The task that rests on his shoulders may he fulfill with loyalty and eagerness to the benefit of people and state Protect, o God, the Council of the land Guide it by your Fatherly Hand Illuminate it from above So that its work may be sanctified and may serve to bless fatherland and citizenry. Hail, thrice hail, the beloved State, the People, the President, the Council! Yes, may flourish at our song the Free State and its citizens. great in virtue, free of stains for many ages to come! |